# Giovanni Mario Crescimbeni

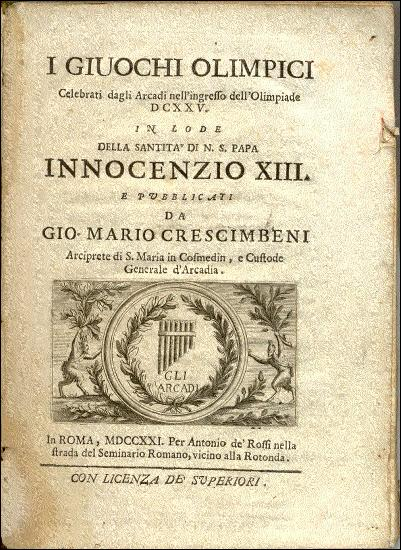
Giovanni Mario Crescimbeni, titelsida

Giovanni Mario Crescimbeni, född den 9 oktober 1663 i Macerata, död den 8 mars 1728 i Rom, var en italiensk
skald och litteraturhistoriker.
Crescimbeni skrev redan som gosse en latinsk tragedi och blev 1679, således vid sexton års ålder, juris doktor. 
Crescimbenis främsta arbete är Istoria della volgar poesia (1698; ofta omtryckt), vilket innehåller rikhaltiga uppgifter.